# Afon Aber
O Afon Aber é um riacho que se situa em Gwynedd, entrando para a Baía de Liverpool na costa do norte de Gales. Sobe nas Montanhas de Carneddau nas bacias do norte de Drum, de Foel Fras e Garnedd Uchaf junto às bacias hidrográficas do leste de Drosgl e Moel Wnion. Ele é particularmente conhecido pelas quedas de água de um dos seus principais afluentes, o Aber Falls.  O rio, acompanhado por outro afluente principal, o Afon Anafon, então, flui através de um vale densamente arborizada que atualmente é uma reserva natural; antes de entrar no mar ao norte de Abergwyngregyn.